# 羽前高松駅
羽前高松駅（うぜんたかまつえき）は、山形県寒河江市大字八鍬（やくわ）字郷ノ目にある、東日本旅客鉄道（JR東日本）左沢線の駅である。
かつては山形交通三山線が接続していた。

## 歴史
1922年（大正11年）に左沢軽便線の途中駅として開業するが、4年後の1926年（大正15年）には早くも三山電気鉄道が当駅に乗り入れを果たした。それ以降は左沢線と三山電気鉄道の乗換駅として大いに賑わいを見せたが、1974年（昭和49年）11月に山形交通三山線となった旧三山電気鉄道は廃線となり、また静かな途中駅に戻ってしまった。今では三山電気鉄道をしのばせるものは、わずかにホームの南西側に残る線路の跡程度である。なお、山形交通時代の当駅の駅名看板は、今でも月山湖の月山・水の文化館に展示されている。

### 年表
- 1922年（大正11年）4月23日：国鉄左沢軽便線の駅として開業、一般駅[2]。
- 1926年（大正15年）12月23日：三山電気鉄道が当駅から海味駅までを開通させ、分岐駅となる[3]。
- 1940年（昭和15年）11月：旧駅舎が竣功する。
- 1943年（昭和18年）10月1日：尾花沢鉄道・高畠鉄道との合併により[4]、三山電気鉄道の駅は山形交通三山線の駅となる。
- 1974年（昭和49年）11月18日：山形交通三山線が廃止となり[5]、国鉄単独の駅となる。
- 1979年（昭和54年）11月1日：貨物の取り扱いを廃止し、旅客駅となる[2]。
- 1982年（昭和57年）
  - 3月2日：行き違い設備を廃止し、棒線化[6]。
  - 3月8日：駅員無配置駅となり[7]、簡易委託化[6]。荷物の取り扱いを廃止[8]。
- 1987年（昭和62年）4月1日：国鉄の分割民営化により、東日本旅客鉄道の駅となる[2]。
- 2001年（平成13年）7月：寒河江駅の移転工事に伴い、羽前長崎 - 左沢間でバス代行を実施[6]。当駅への列車発着が休止。
- 2002年（平成14年）2月16日：上記工事が完了し、列車の運行が再開される[6][9]。
- 2008年（平成20年）4月1日：簡易委託を解除し、無人化[6]。
- 2010年（平成22年）2月28日：新駅舎が完成[10]。
- 2024年（令和6年）10月1日：えきねっとQチケのサービスを開始[1][11]。

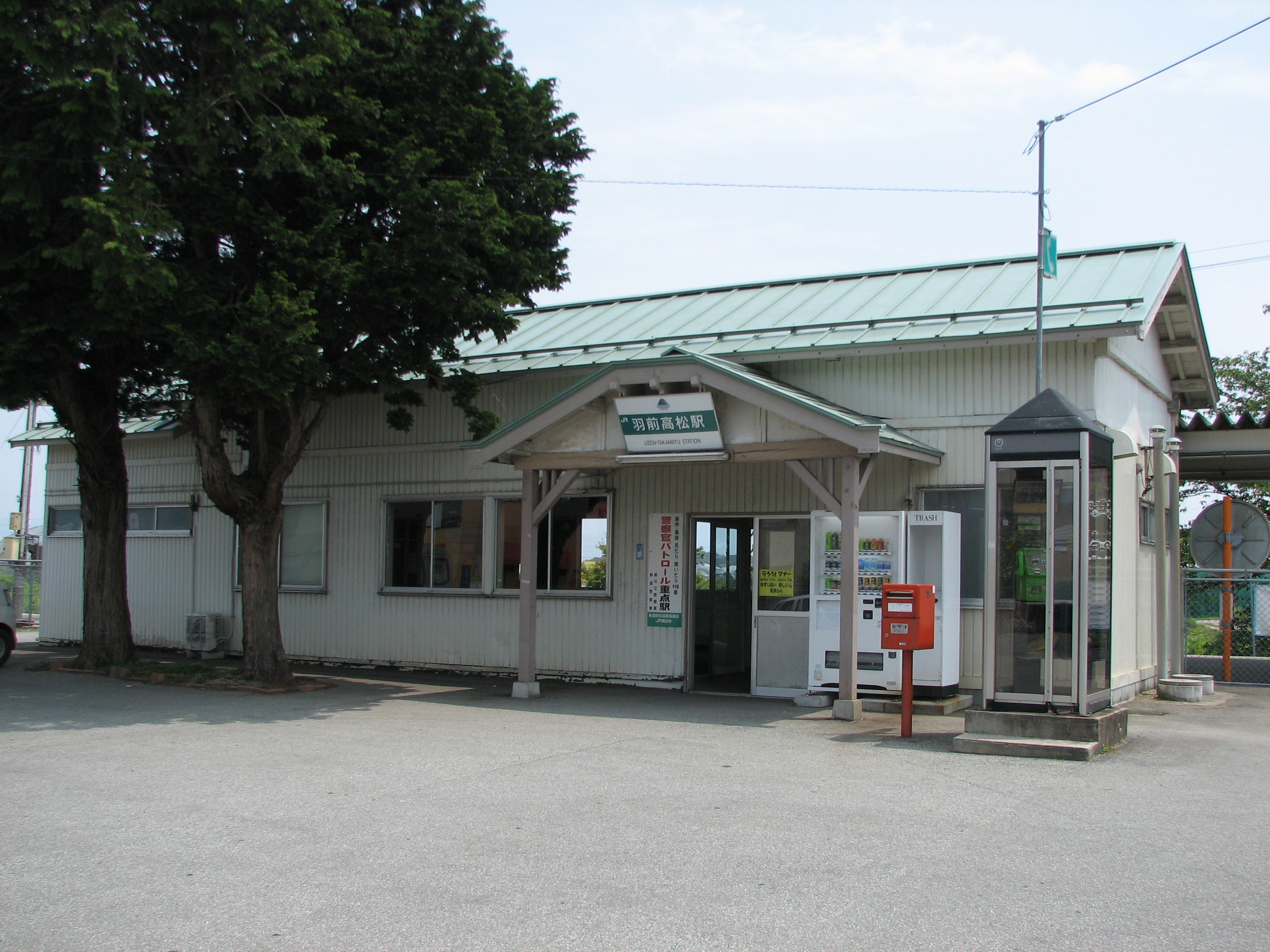
旧駅舎（2008年6月）

## 駅構造
単式ホーム1面1線を有する地上駅である。かつては相対式ホーム2面2線と切欠きホーム1線の計2面3線という構造で、現在は切欠きホームのあった駅舎側のホームが残されている。山形交通三山線はこの切欠きホームに発着しており、山形交通は左沢線ホーム側に乗り換え窓口を持っていたほか、外に向かっても独自の駅舎を持っていた。現在ではわずかにホームの南側に線路の跡のみが残っている。
旧駅舎は1940年（昭和15年）竣功の木造建築だった。老朽化に伴い建て替えられ、2010年（平成22年）2月28日に新駅舎が完成した。新駅舎は重要文化財に指定されている地元の慈恩寺のイメージを取り入れたもので、鉄骨作り平屋建て37.1平方メートルとなっている。寒河江駅管理の無人駅である。

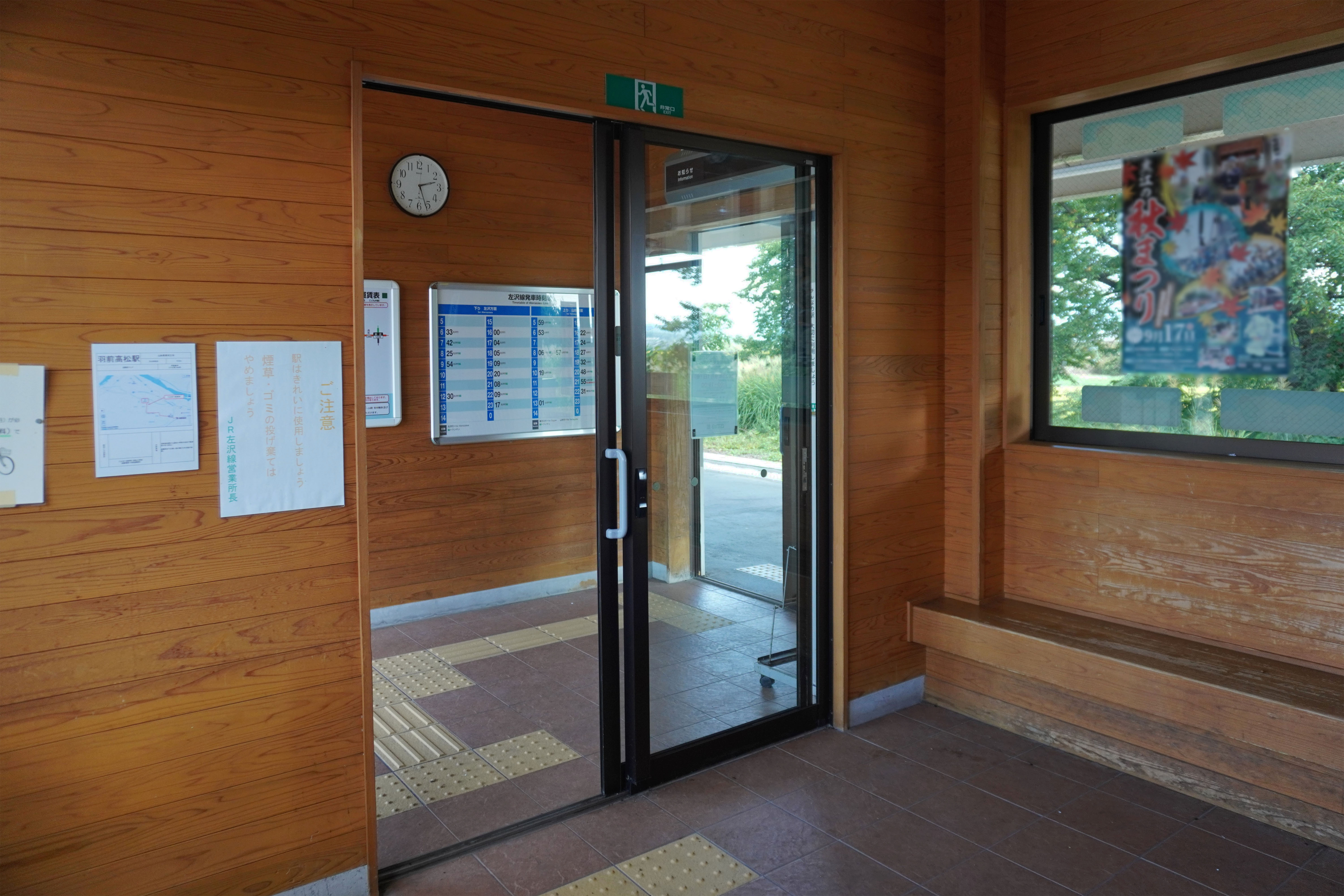
駅舎内（2023年9月）
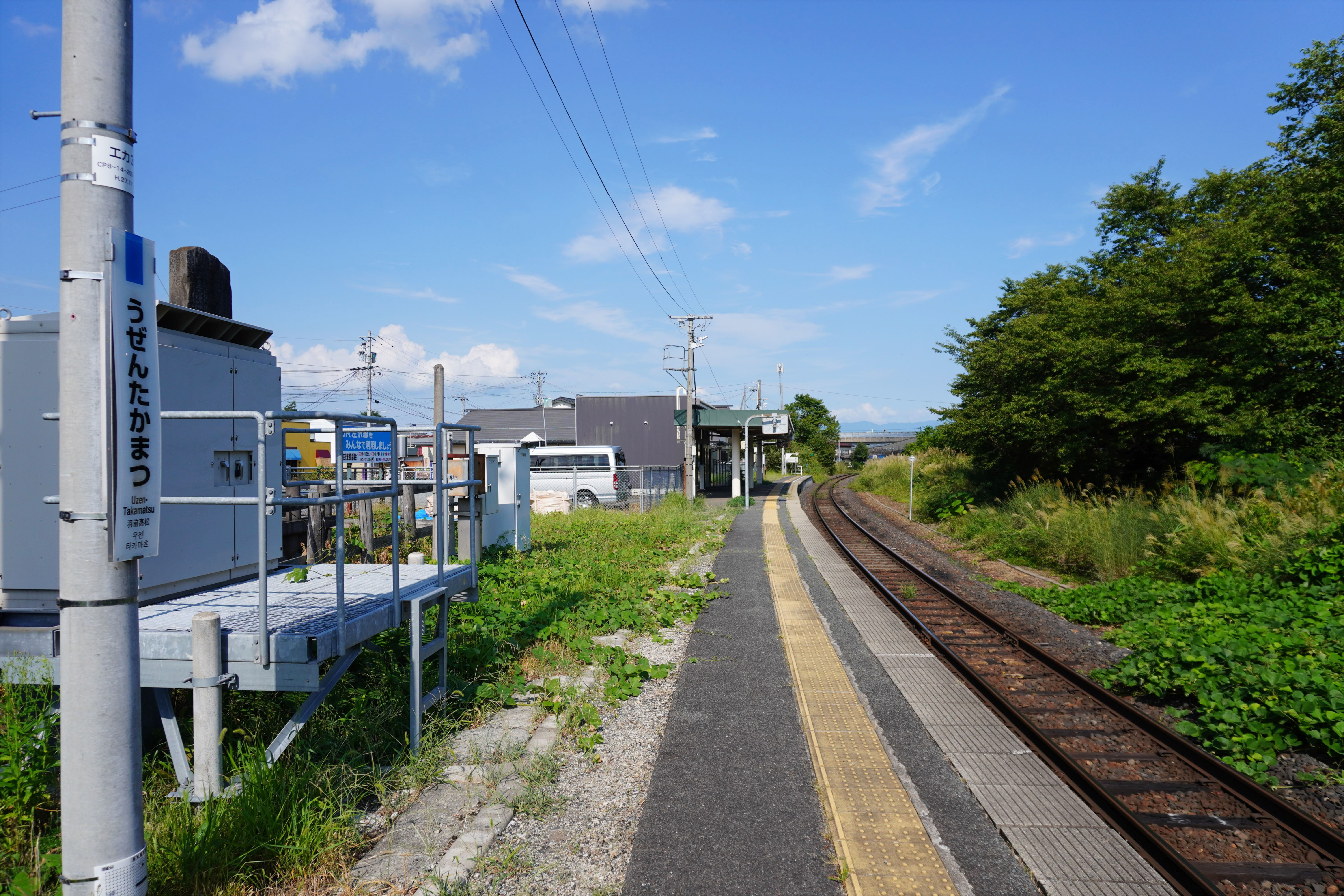
ホーム（2023年9月）

## 利用状況
JR東日本によると、2000年度（平成12年度）- 2007年度（平成19年度）の1日平均乗車人員の推移は以下のとおりであった。
| 乗車人員推移       | 乗車人員推移     | 乗車人員推移   |
| 年度               | 1日平均 乗車人員 | 出典           |
| ------------------ | ---------------- | -------------- |
| 2000年（平成12年） | 304              | [ 利用客数 1 ] |
| 2001年（平成13年） | 277              | [ 利用客数 2 ] |
| 2002年（平成14年） | 298              | [ 利用客数 3 ] |
| 2003年（平成15年） | 303              | [ 利用客数 4 ] |
| 2004年（平成16年） | 312              | [ 利用客数 5 ] |
| 2005年（平成17年） | 310              | [ 利用客数 6 ] |
| 2006年（平成18年） | 296              | [ 利用客数 7 ] |
| 2007年（平成19年） | 292              | [ 利用客数 8 ] |

## 駅周辺
左沢線の線路は西寒河江駅から北へ進み、当駅に着く直前で南側に進路を変えて柴橋駅に至っている。そのため、わざわざ迂回をして当駅を経由しているように見える。
当駅から寒河江川を渡った対岸には名刹慈恩寺がある。
- 高松郵便局
- JAさがえ西村山 高松支所
- 寒河江市立高松小学校
- 寒河江市立陵西中学校
- 最上川
- 寒河江市立醍醐小学校
- 慈恩寺
- 国道112号 - 道の駅寒河江
- 国道287号
- 西川町路線バス「高松駅前角」停留所

## 隣の駅
東日本旅客鉄道（JR東日本）
■左沢線
西寒河江駅 - 羽前高松駅 - 柴橋駅

### かつて存在した路線
山形交通
三山線
羽前高松駅 - 新田駅

### 記事本文
1. 1 2 3 4 5  「駅の情報（羽前高松駅）：JR東日本」東日本旅客鉄道。2024年8月27日時点のオリジナルよりアーカイブ。2024年9月18日閲覧。
2. 1 2 3 4  石野哲 編『停車場変遷大事典 国鉄・JR編』 II（初版）、JTB、1998年10月1日、547頁。ISBN 978-4-533-02980-6。
3. ↑  「地方鉄道運輸開始」『官報』1927年1月8日（国立国会図書館デジタルコレクション）
4. ↑  「會社合併公告 山形交通株式會社」『官報 1943年06月15日』1943年6月15日、440頁。doi:10.11501/2961430。
5. ↑  交通協力会出版部 編『交通年鑑 昭和50年版』財団法人 交通協力会、1975年3月20日、18頁。doi:10.11501/11915748。
6. 1 2 3 4 5  「山形県の鉄道輸送 (PDF)」『山形県』山形県鉄道利用・整備強化促進期成同盟会、2024年6月、62頁。2025年4月8日閲覧。
7. ↑  「「通報」●左沢線羽前長崎駅ほか1駅の駅員無配置について（旅客局）」『鉄道公報』日本国有鉄道総裁室文書課、1982年3月6日、2面。
8. ↑  「日本国有鉄道公示第152号」『官報』1982年3月6日。
9. ↑  「鉄道記録帳2002年2月」『RAIL FAN』第49巻第5号、鉄道友の会、2002年5月1日、24頁。
10. 1 2  「JR左沢線営業所・20年目の課題（下） 沿線の観光振興」『山形新聞』山形新聞社、2010年3月6日、朝刊、24面。
11. ↑  「Suicaエリア外もチケットレスで! 東北エリアから「えきねっとQチケ」がはじまります (PDF)」（プレスリリース）、東日本旅客鉄道、2024年7月11日。2024年8月10日閲覧。
12. ↑  交通新聞2010年3月11日

### 利用状況
1. ↑  「JR東日本：各駅の乗車人員（2000年度）」東日本旅客鉄道。2024年9月18日閲覧。
2. ↑  「JR東日本：各駅の乗車人員（2001年度）」東日本旅客鉄道。2024年9月18日閲覧。
3. ↑  「JR東日本：各駅の乗車人員（2002年度）」東日本旅客鉄道。2024年9月18日閲覧。
4. ↑  「JR東日本：各駅の乗車人員（2003年度）」東日本旅客鉄道。2024年9月18日閲覧。
5. ↑  「JR東日本：各駅の乗車人員（2004年度）」東日本旅客鉄道。2024年9月18日閲覧。
6. ↑  「JR東日本：各駅の乗車人員（2005年度）」東日本旅客鉄道。2024年9月18日閲覧。
7. ↑  「JR東日本：各駅の乗車人員（2006年度）」東日本旅客鉄道。2024年9月18日閲覧。
8. ↑  「09.（図表）駅別乗車人員の推移 (PDF)」『『山形県の鉄道輸送』令和5年度版』山形県、2024年3月。2024年9月17日閲覧。